# Sven Lorenz
Sven Lorenz (* 7. Mai 1979 in Schwabach) ist ein deutscher Kraftdreikämpfer
und Betreiber eines Fitnessstudios in Nürnberg. Mit insgesamt 105 Wettkämpfen zählt er zu den erfahrenen Athleten. Er ist dreifacher Weltmeister im Kraftdreikampf (2007, 2012, 2014).

## Erfolge (Auswahl)
- 2001 2. Platz World Cup KDK (WPC)
- 2002 1. Platz Deutsche Meisterschaft Junioren KDK (WPC)
- 2003 1. Platz Deutsche Meisterschaft Junioren KDK (WPC)
- 2005 1. Platz internationaler Cup Bankdrücken (UPF)
- 2006 1. Platz internationaler Cup KDK (UPF)
- 2007 1. Platz Internationaler Cup Bankdrücken (AWPC)
- 2007 1. Platz internationaler Cup KDK (AWPC)
- 2007 1. Platz WM Aktive KDK (UPF)
- 2009 2. Platz WM Aktive KDK (WUAP)
- 2010 1. Platz Internationaler Cup Bankdrücken (WUAP)
- 2010 2. Platz World Cup Bankdrücken (WUAP)
- 2011 1. Platz Internationaler Cup KDK (WUAP)
- 2011 2. Platz Bayerische Meisterschaft Kreuzheben (BVDK)
- 2012 1. Platz Deutsche Meisterschaft KDK (WPC)
- 2012 2. Platz EM KDK (WPC)
- 2012 1. Platz WM KDK (AWPC)
- 2013 2. Platz Deutsche Meisterschaft Bankdrücken (UPC)
- 2013 1. Platz Bayerische Meisterschaft Kreuzheben (BVDK)
- 2014 1. Platz Deutsche Meisterschaft KDK (UPC)
- 2014 2. Platz EM KDK(GPC)
- 2014 1. Platz WM KDK (WUAP)
- 2014 1. Platz World Cup KDK (WUAP)

## Bestleistungen
- Kniebeuge: 335 kg (2012)
- Bankdrücken: 245 kg (2024)
- Kreuzheben: 280 kg (2014)